# Särskilda operationsgruppen
Die Särskilda operationsgruppen (SOG) ist eine Spezialeinheit des schwedischen Heeres. Sie ging 2011 aus der Zusammenlegung der Spezialeinheiten Särskilda Skyddsgruppen (SSG) und Särskilda inhämtningsgruppen hervor.

## Auftrag
Die Spezialeinheit ist die Speerspitze des Heeres im Kampfeinsatz. Ein wichtiger Auftrag ist auch das Sammeln von Informationen, vor allem hinter feindlichen Linien. Des Weiteren bilden sie Verbündete aus und beraten diese. Die Särskilda operationsgruppen ist auch zu Rettungsmissionen befähigt.

## Gliederung
Die Einheit wird von diversen Unterstützungseinheiten zu ihren Operationen befähigt.
- Kommandoeinheit (Karlsborg)
- Betriebstechnik (Stockholm)
- Seetransport (Karlskrona)
- spezielle Hubschraubergruppe (Linköping)
- spezielle Transportflugzeuggruppe (F7 in Såtenäs)
- Verbindungs-/Fernmeldeeinheit (Enköping)
- Fallschirmschule der Spezialeinheiten (Karlsborg)
- Logistik (Örebro)

## Rekrutierung und Ausbildung
Ein Mal jährlich findet ein Auswahlverfahren zwischen September und November statt. Hierbei wird geeignetes ziviles und militärisches Personal für die Kommandoeinheiten, Unterstützungseinheiten und Nachrichtenkräfte der Särskilda operationsgruppen rekrutiert. Der Einstellungstest gliedert sich in zwei Phasen zu je einer Woche. Zu diesem werden jedoch nach Sichtung der Bewerbungsunterlagen nur geeignete Bewerber eingeladen. Es ist möglich, dass Bewerber zu einer freiwilligen Vorbereitung auf die Phase 1 des Auswahlverfahrens eingeladen werden.
In der Phase 1 werden in einem Feldtest die körperlichen und mentalen Fähigkeiten der Bewerber abgeprüft. Wer die Phase 1 bestanden hat, wird zur Phase 2 des Auswahlverfahrens eingeladen. Hierbei werden medizinische Untersuchungen und psychologische Gespräche durchgeführt. Wichtige Elemente der Bewertung sind Stressresistenz, Kreativität, Sozialkompetenz, Zielstrebigkeit und Selbstbewusstsein. Lebenserfahrung und der militärische Werdegang fließen ebenfalls in die Beurteilung ein.
Nach dem Bestehen des Auswahlverfahrens folgt eine zwölfmonatige Spezialausbildung, welche jedes Jahr im August beginnt. Die Ausbildung steht Frauen wie Männern offen.